# Bíblia Winchester

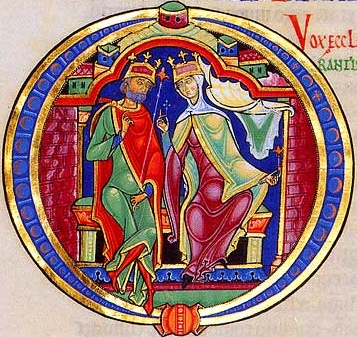

A Bíblia Winchester é um manuscrito iluminado românico produzido em Winchester entre 1150 e 1175 para a Catedral de Winchester. Com fólios medindo 583 x 396 mm., É a maior Bíblia inglesa sobrevivente do século XII. A Bíblia de Winchester é importante para entender a história da arte medieval, porque foi deixada apenas parcialmente concluída, fornecendo informações sobre a criação e produção desses tipos de Bíblias. Ele ainda pode ser visto na Biblioteca da Catedral de Winchester, que abriga mais de oitocentos anos. Antes de retornar à Catedral de Winchester, a Bíblia tinha muitos proprietários e sofreu por causa disso. As páginas foram removidas e arrancadas; uma dessas páginas é conhecida como Morgan Leaf e é de propriedade da Morgan Library.

## História

### Origem
Durante o período românico, o foco da maior iluminação na Europa Ocidental mudou do Livro do Evangelho para o Saltério e a Bíblia. O manuscrito de Winchester é uma das Bíblias mais luxuosas desse tipo. O manuscrito provavelmente foi encomendado pelo bispo de Winchester, Henrique de Blois, para a catedral. O livro teria sido originalmente alojado na coleção de textos sagrados da Catedral de Winchester. Uma teoria é que essa foi a Bíblia que foi dada a Charterhouse of Witham em Somerset. Essa teoria, no entanto, não é amplamente aceita. Se fosse de fato o mesmo manuscrito que foi dado a Witham, isso implicaria que todo o texto e as iluminações teriam que ser concluídos em 1186. Pensa-se mais amplamente que a Bíblia poderia ter sido trabalhada até 1190.

### Proveniência
Ao longo dos anos, o manuscrito sofreu nas mãos de ladrões e colecionadores, cuja extensão total é desconhecida. Atualmente, a Bíblia está na Biblioteca da Catedral de Winchester. Uma folha da Bíblia, no entanto, foi removida e agora está hospedada na Biblioteca Morgan.

## Descrição
A Bíblia contém 936 páginas, como 468 folhas de pergaminho de pele de bezerro, o que equivale a peles de cerca de 250 bezerros. Pensa-se que a Bíblia de Winchester foi trabalhada entre 1160 e 1190, como um projeto contínuo de ca. 1160-1180, ou em duas campanhas, a primeira a partir de 1160 e a outra a 1170-1190. Sua primeira menção registrada, em 1622, descreve o manuscrito como uma Bíblia em dois volumes. Ao longo dos anos, ele foi recuperado duas vezes, primeiro em 1820, quando foi dividido em três volumes, e novamente em 1948. A Bíblia agora abrange quatro volumes separados encadernados em couro cor de creme, trabalhado a ouro.

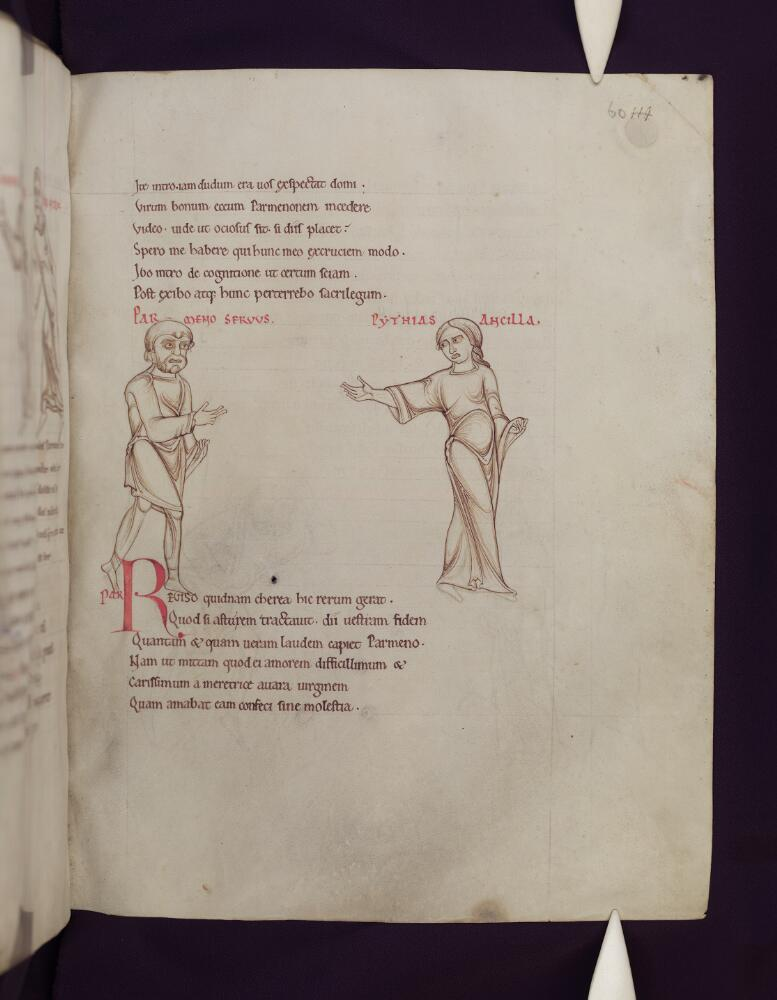
Página incompleta da Bíblia de Winchester.

### Decoração
A arte da Bíblia de Winchester está incompleta. Muitas iluminações foram deixadas inacabadas, enquanto outras foram deliberadamente removidas posteriormente. As iluminações em todo o manuscrito aparecem em vários estágios de conclusão, variando de contornos irregulares e desenhos com tinta a imagens e figuras douradas sem pintura, completas em todos os detalhes, exceto nos finais. Ao todo, 48 das principais iniciais historiadas que começam cada livro estão completas. Os diferentes livros da Bíblia são determinados por grandes iniciais decorativas; três livros eram importantes o suficiente para ter cenas paginadas inteiras dedicadas a eles. I Samuel, Judite e Macabeus têm frontispícios de página inteira, mas apenas I Samuel foi realmente concluído; os outros dois foram deixados apenas como desenhos.
A decoração do manuscrito envolveu muitos artistas diferentes com estilos diferentes, tanto figurativos quanto decorativos. A presença de vários estilos torna difícil determinar a data exata da Bíblia. Os diferentes estilos podem apontar para dois períodos diferentes nos quais a Bíblia foi trabalhada, um antes e outro depois. No entanto, também pode significar que artistas tradicionais e inovadores da época trabalharam na peça durante o mesmo período.

### Texto
Embora muitas das iluminações permaneçam inacabadas, o próprio texto latino está completo. A Bíblia consiste em toda a Vulgata, compreendendo o Antigo e o Novo Testamento, duas versões dos Salmos e dos Apócrifos, e é escrita no latim de São Jerônimo. Curiosamente, os livros da Bíblia são todos iniciados na mesma página da última página do livro anterior. O texto também inclui muitas abreviações e versões abreviadas de palavras. Esse sistema incomum foi pensado para economizar espaço e dinheiro porque os materiais eram muito caros.

## Criação

### Preparação
Para preparar cada pele de bezerro para ser incluída na Bíblia, a pele tinha que ser embebida em uma solução de soda cáustica / água. O cabelo e a pele tiveram que ser raspados e a pele esticada, seca e processada. Como muitos materiais eram necessários para fazer manuscritos como a Bíblia de Winchester, os suprimentos normalmente precisavam ser adquiridos fora da Inglaterra. Por exemplo, Mestre Hugo, o fabricante da Bíblia para a Abadia de Bury St., teve que obter suprimentos da Irlanda.

### Transcrevendo
Devido ao grande tamanho da Bíblia, ela teve que ser organizada em vários cadernos de quatro bi-fólios. Cada bi-fólio teria sido picado para governar para garantir que as páginas e linhas de texto fossem organizadas corretamente. As linhas de decisão eram levemente marcadas no pergaminho, que o escriba usaria como guias, como as linhas de um caderno. Ao contrário de outros manuscritos deste tamanho, a Bíblia de Winchester foi escrita pela mão de um escriba com uma pena de ganso. Pensa-se que o escriba teria sido um membro talentoso do Priorado de St. Swithun de Winchester, e estima-se que levou quatro anos para ser concluído. Depois que o texto foi escrito, ele foi revisado por um monge e, em seguida, cores foram adicionadas a palavras e letras importantes.

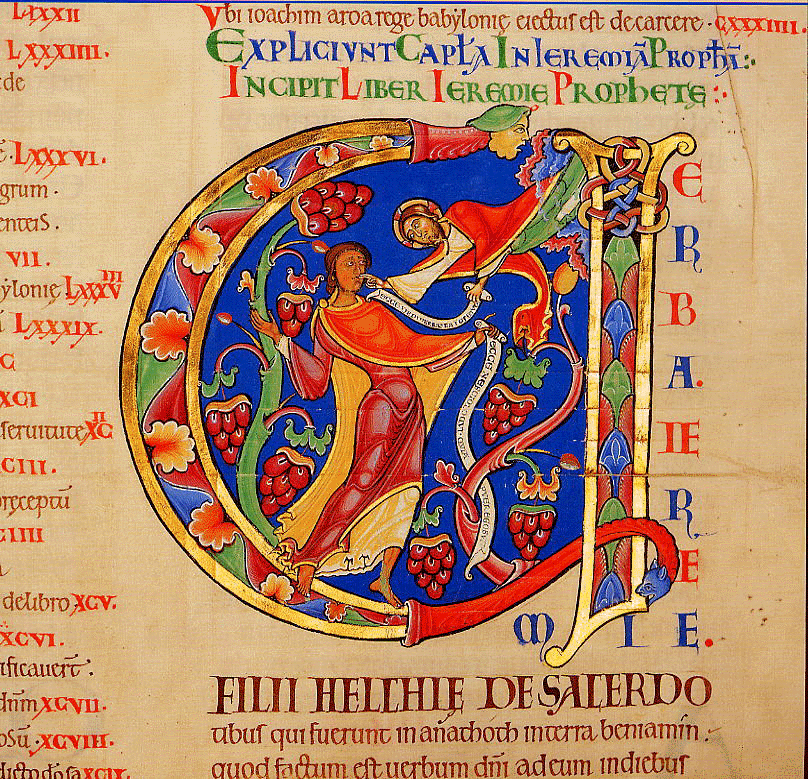
Fol.148. Detalhe de Deus se dirigindo a Jeremias

As iluminações refletem o trabalho de pelo menos seis mãos diferentes e foram trabalhadas por 25 anos entre 1150 e 1175. O historiador da arte Walter Oakeshott identificou e nomeou esses artistas pela primeira vez em 1945, referindo-se a eles como o Mestre das Figuras que saltam, o Mestre dos Desenhos Apócrifos, o Mestre da Inicial do Gênesis, o Mestre dos Amalequitas, o Mestre da Folha de Morgan e do Mestre da Majestade Gótica. O mestre de desenhos apócrifos provavelmente foi treinado na França ou na Normandia, já que seu estilo de poses enérgicas e educadas se assemelha mais à arte francesa da época, mais do que à inglesa. The Master of Leaping Figures é quase positivamente inglês. As poses dramáticas e os movimentos de salto são marcas registradas do estilo bizantino que foi influente em Winchester, começando por volta de 1130.  O Mestre da Folha Morgan, o Mestre Amalequita, o Mestre da Inicial do Gênesis e o Mestre da Majestade Gótica têm estilos variados derivados de influências bizantinas e são precursores do Estilo Gótico Inglês.
Um exame atento das ilustrações revelou que vários artistas teriam trabalhado juntos na mesma peça dentro do manuscrito. Primeiro, um desenho a ponto seco seria traçado por um artista, depois outro aplicaria detalhes dourados ou prateados e, em seguida, outro artista acrescentaria tinta colorida. Os pigmentos eram provenientes de plantas, animais e minerais. O pigmento mais caro de se produzir não era o dourado ou prata, mas o azul ultramarino brilhante, que só poderia ser obtido de lápis-lazúli do Afeganistão.  Quarenta e oito cartas iluminadas foram concluídas e muitas mais foram deixadas inacabadas.

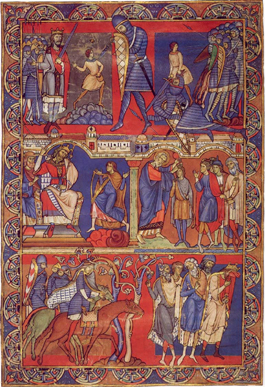
O Morgan Leaf. Cenas da vida do Rei David.

Infelizmente, a Bíblia não contém mais todas as páginas originais. Nove iniciais iluminadas e pelo menos uma ilustração de página inteira foram totalmente removidos. Destes, apenas um (a inicial de Obadias ) foi recuperado e restaurado ao texto. Outra folha perdida foi recuperada, mas nunca restaurada no livro. Esta folha individual está agora alojada na Biblioteca Morgan e é comumente referida como Folha Morgan. Se outras miniaturas de página inteira semelhantes foram removidas, não se sabe.

### The Morgan Leaf
Esta página da Bíblia de Winchester é única, pois é uma das três iluminações de página inteira no manuscrito, e é a única que foi concluída. Esta folha mostra cenas da vida de Samuel no recto e do rei Davi no verso. A Folha Morgan foi pintada pelo Mestre da Folha Morgan, e é por isso que ele foi nomeado como tal. O Morgan Leaf é caracterizado pela emoção ousada demonstrada nas figuras, com menos atenção aos detalhes. Os azuis e vermelhos ousados também aumentam a profundidade emocional da cena.

A folha foi removida durante o processo de recuperação em 1820 e foi vendida a John Pierpont Morgan no mesmo ano por 30.000 francos. A primeira pessoa a reconhecer a conexão entre a Folha de Morgan e a Bíblia de Winchester foi o Guardião de Manuscritos do Museu Britânico, Eric Millar, em 1926. A ideia foi posteriormente apoiada por outros historiadores da arte, e apoiada pela evidência de que o desenho original da Folha de Morgan também foi feito pela mesma mão que fez os desenhos da Bíblia de Winchester, o Mestre dos Desenhos Apócrifos. Isso foi provado pela comparação dos esboços da folha de Morgan com as iluminações incompletas da Bíblia de Winchester.

## Galeria

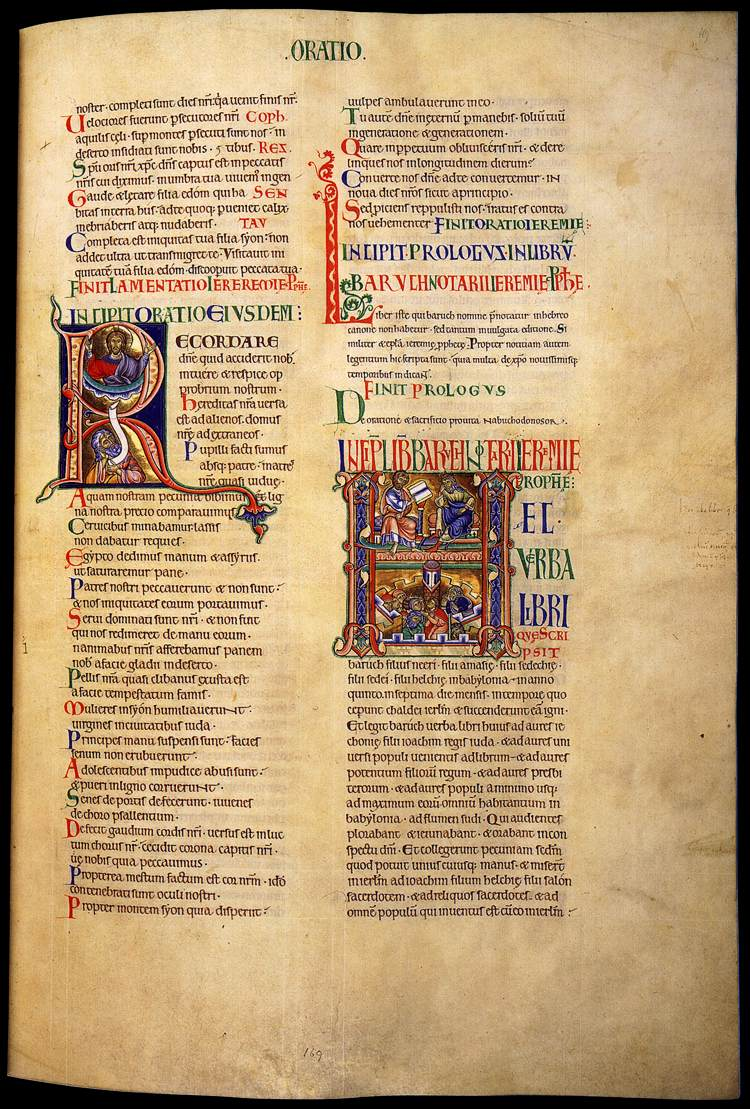
Fol.169. Lamentações 5. A oração de Jeremias
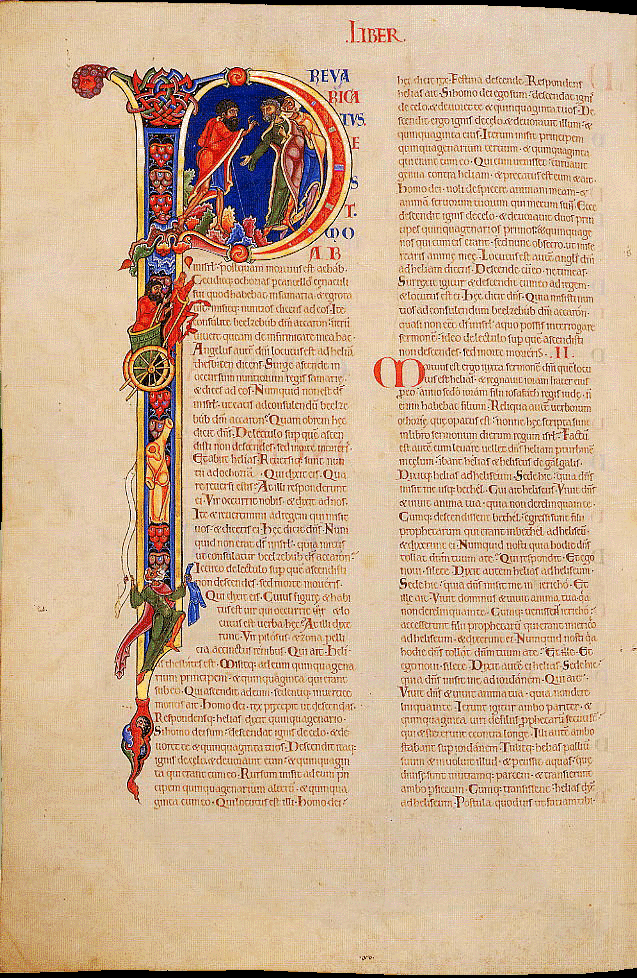
Fol.120v. Começo de Segundo Reis
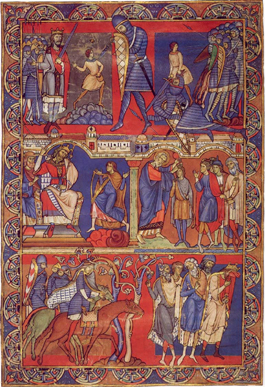
A folha de Morgan. Cenas da vida do rei Davi
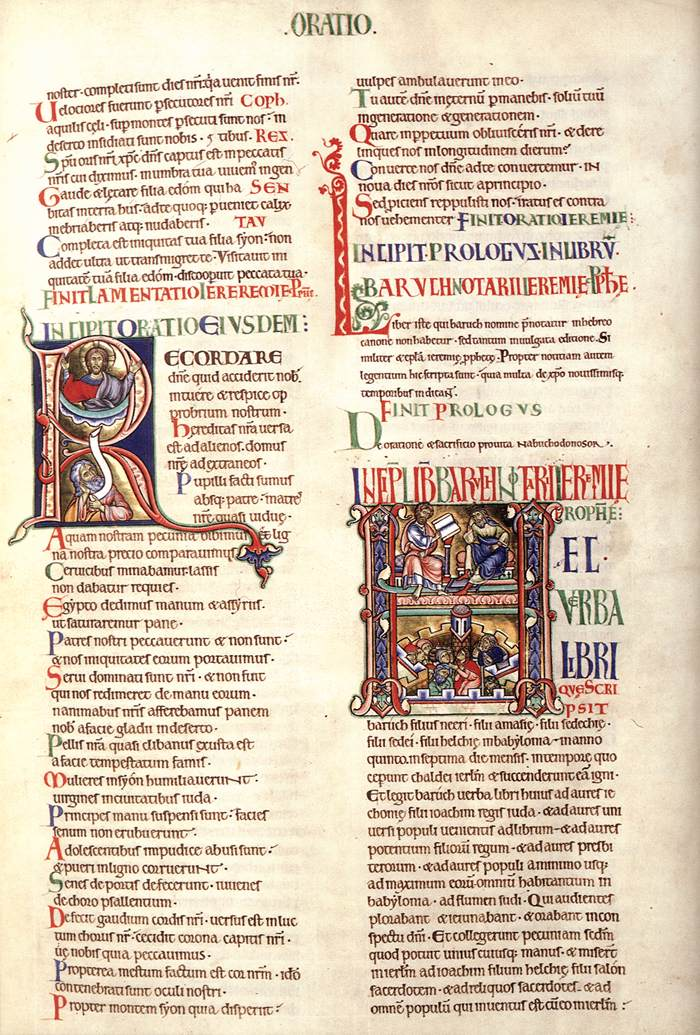
Página iluminada da Bíblia Winchester.
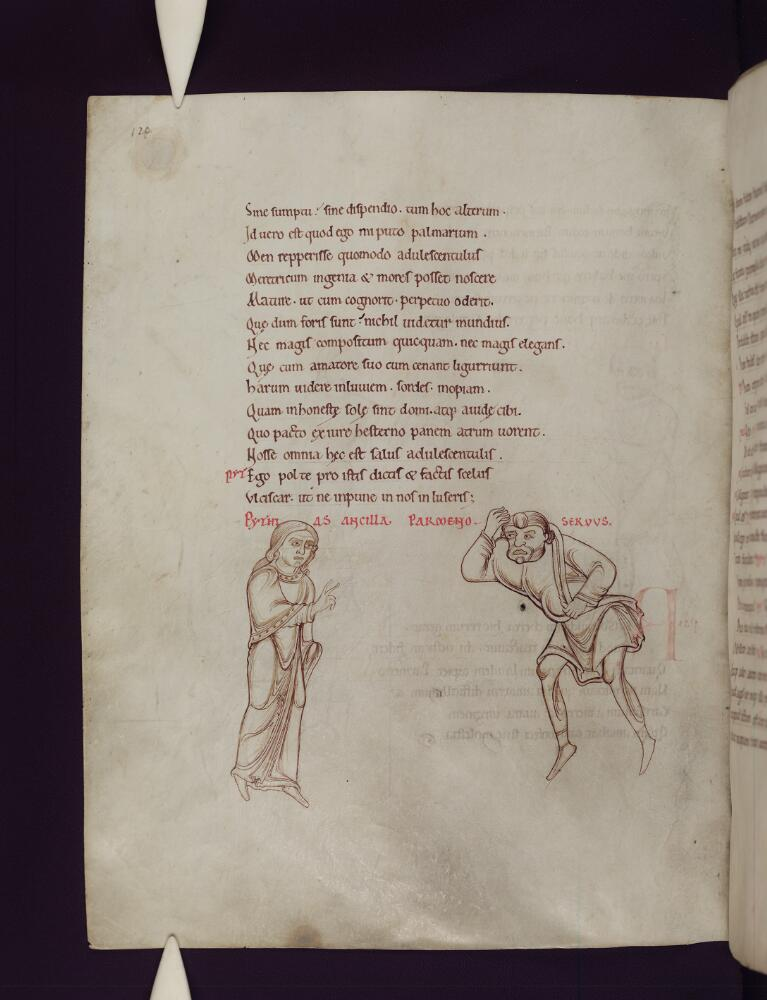
Comédias de Terence. Página incompleta da Bíblia Winchester.
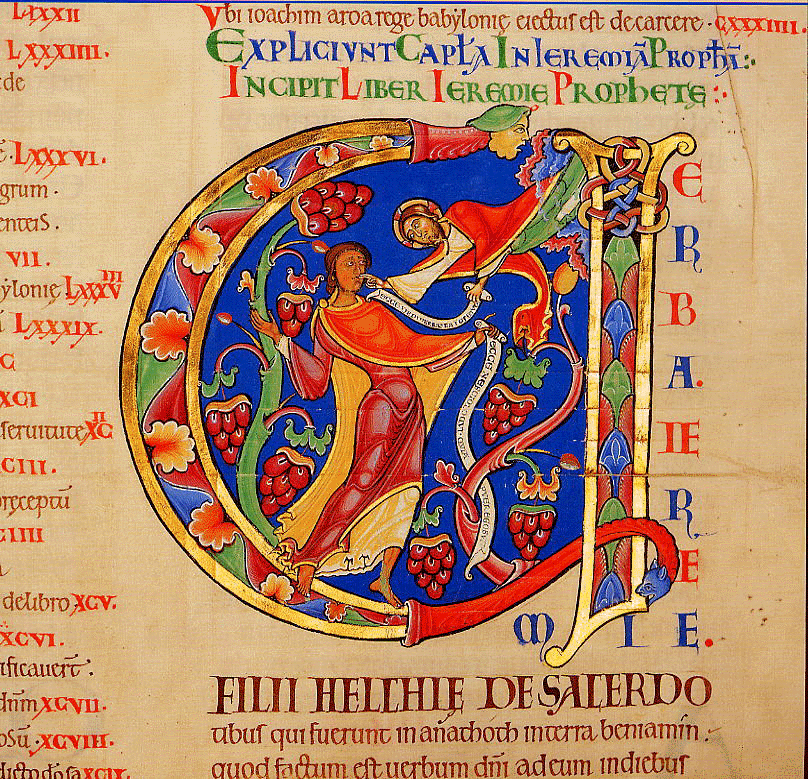